# باد کوتزتینگ
شهر باد کوتزتینگ در ایالت بایرن در کشور آلمان واقع شده است.